# Планетар
Планетар — коричневые и субкоричневые карлики, образовавшиеся подобно планетам путём аккреции или коллапса ядра из материи околозвёздного пылевого диска.
Планетарами именуют субкоричневые карлики, а также планетоподобные объекты, имеющие массу, превышающую нижний предел массы для коричневых карликов и не являющиеся самосветящимися звёздами, в связи с тем, что процесс их формирования схож с процессом формирования планет в отличие от формирования звёзд. То есть происходит аккреция или коллапс ядра из материи околозвёздного пылевого диска как у планет, а не коллапс газового облака как в случае со звездой. Учёное сообщество пока не пришло к окончательному заключению о том, что считать планетой, а что коричневым и субкоричневым карликом.